# Hermann Schulze-Delitzsch

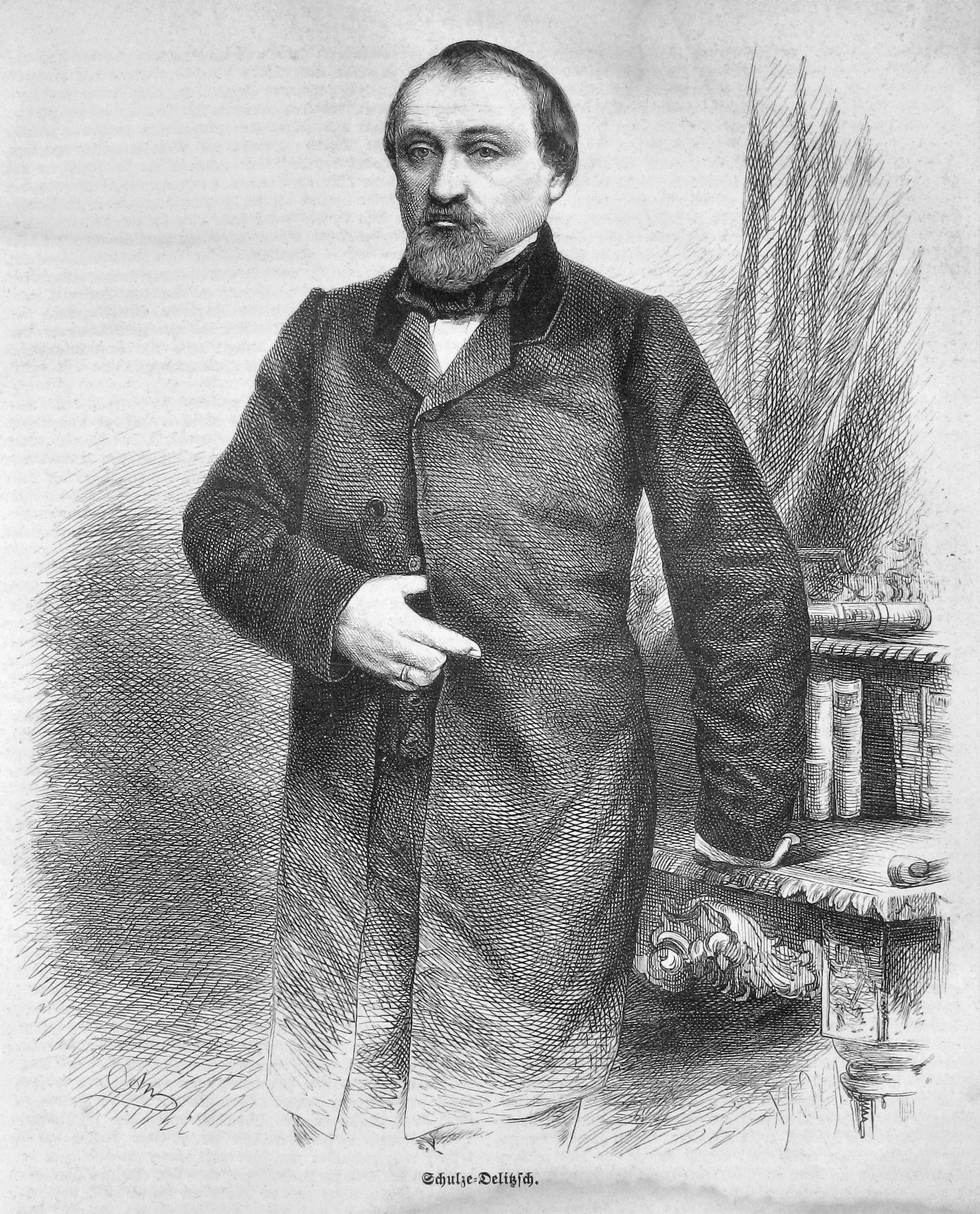
Hermann Schulze-Delitzsch (1863)

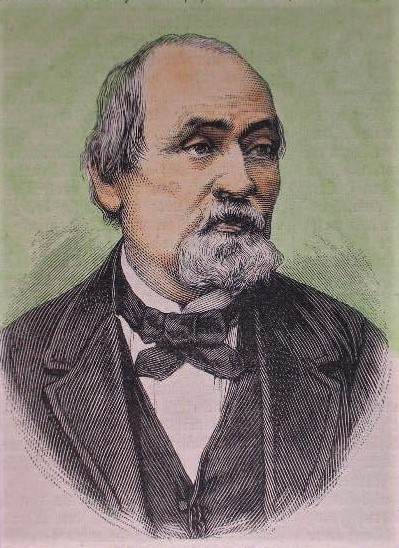
Hermann Schulze-Delitzsch (1879)

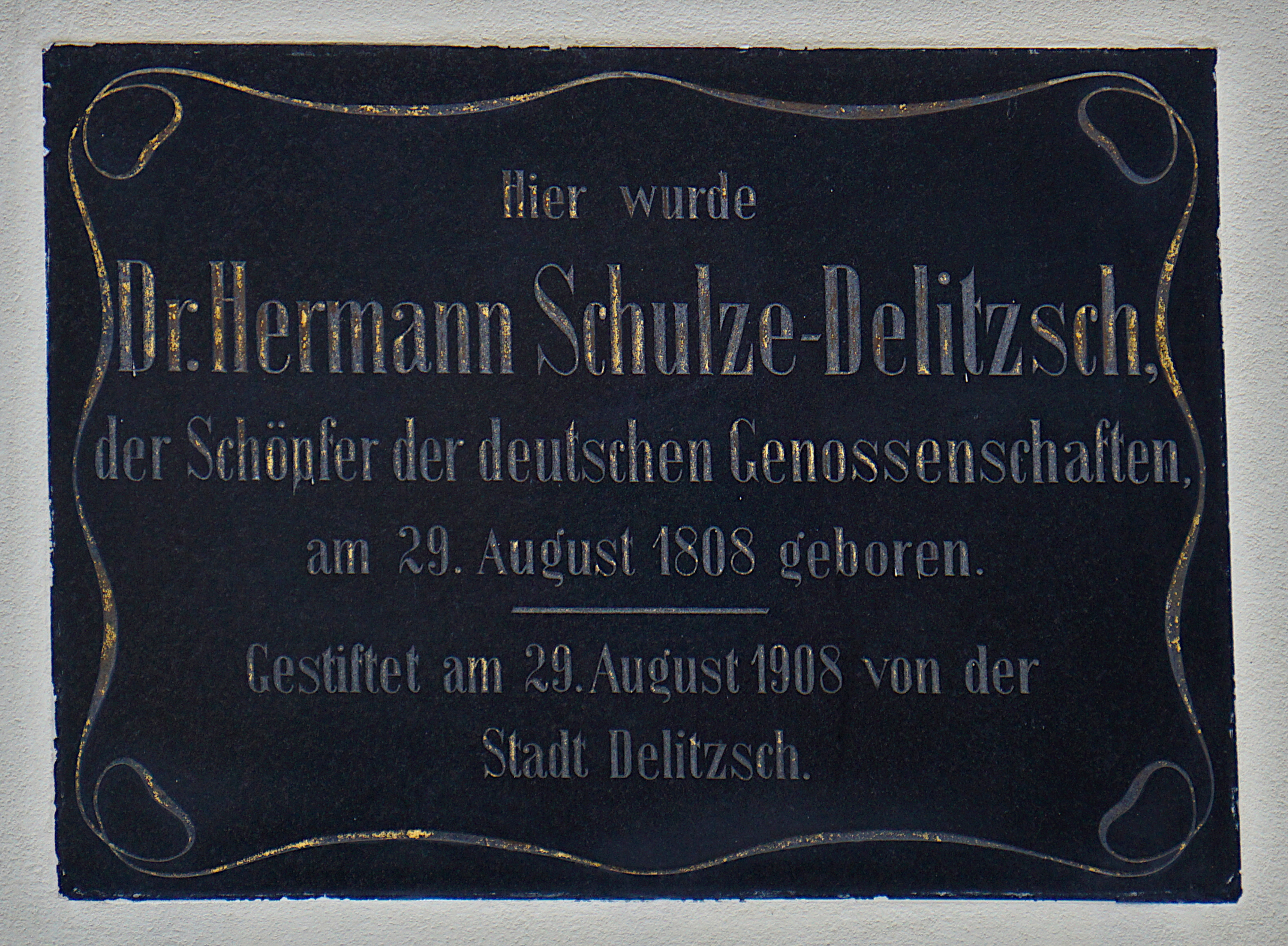
Gedenktafel am Haus Markt 11 in Delitzsch

Hermann Schulze-Delitzsch, eigentlich Franz Hermann Schulze (* 29. August 1808 in Delitzsch; † 29. April 1883 in Potsdam), war ein deutscher Sozialreformer, Jurist und Politiker.
Schulze gehört neben Eduard Pfeiffer, Victor Aimé Huber, Karl Korthaus, Wilhelm Haas und Friedrich Wilhelm Raiffeisen zu den führenden Gründervätern des deutschen Genossenschaftswesens und war wichtigster Protagonist der gewerblichen Genossenschaftsorganisation.
Zu seinem Doppelnamen kam Schulze-Delitzsch erst im Zusammenhang mit seiner Funktion als Abgeordneter der Preußischen Nationalversammlung im Jahr 1848. Aufgrund des weit verbreiteten Familiennamens wollte er auf diese Weise Verwechslungen mit anderen Mitgliedern des Parlaments vermeiden.
Sein Lebenswerk wird im Schulze-Delitzsch-Haus – Deutsches Genossenschaftsmuseum in besonderer Weise gewürdigt. Es handelt sich um die weltweit einzige Personalausstellung zu dieser bedeutenden Persönlichkeit.

## Leben

### Jugend und Ausbildung

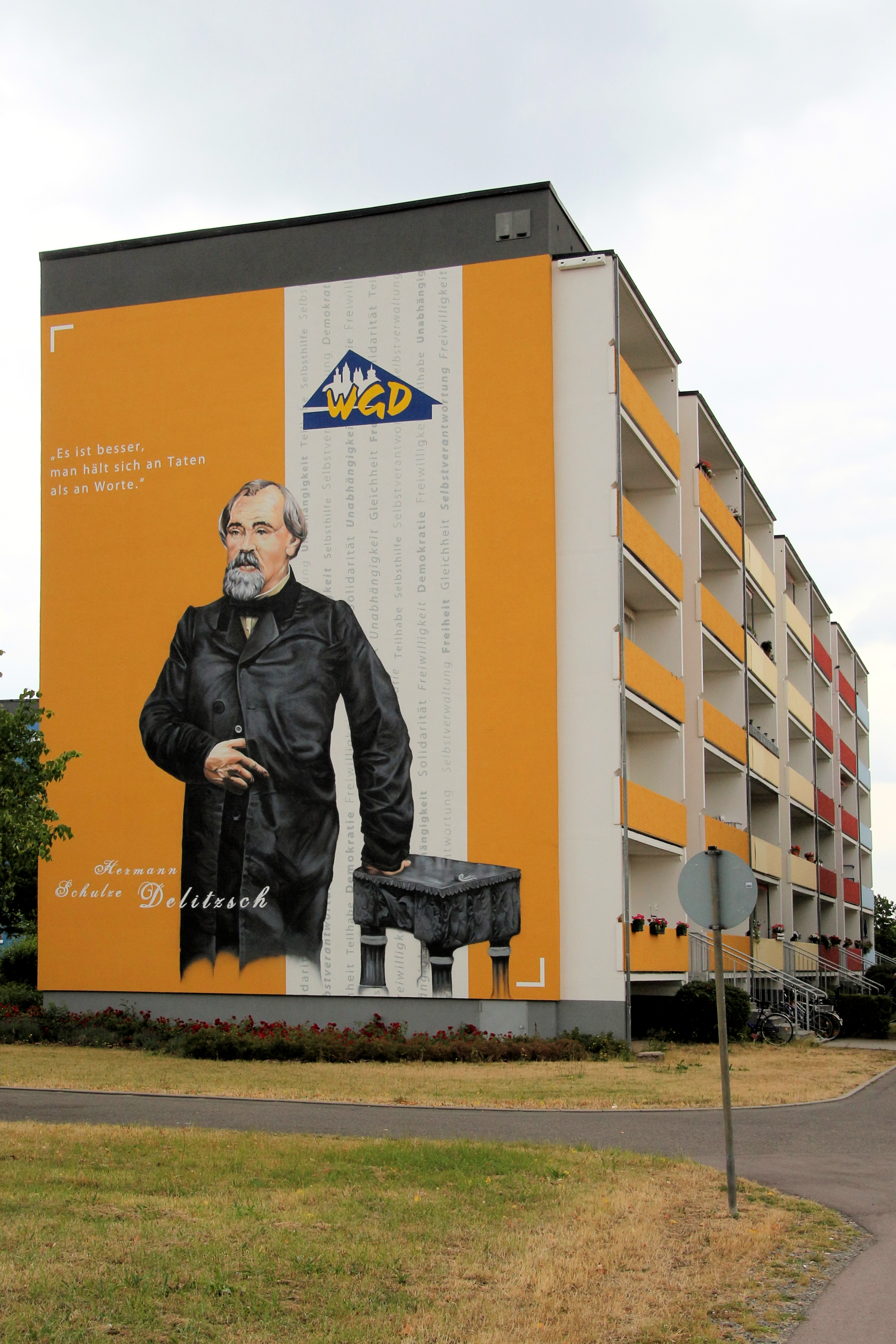
2013 in seiner Geburtsstadt Delitzsch gestaltete Fassade mit Hermann Schulze-Delitzsch

Hermann Schulze-Delitzsch wurde am 29. August 1808 als erster Sohn des damaligen Bürgermeisters Justizrat August Wilhelm Schulze (1779–1861) und dessen Ehefrau Wilhelmine Schulze geb. Schmorl (1784–1866) im Haus Markt 11 in Delitzsch geboren. Er wuchs in einer gutbürgerlichen und von Leistungsstreben bestimmten Familie auf. Wenige Tage nach seiner Geburt wurde er durch den Diakon Theophilus August Mohring getauft. Von seinen neun Geschwistern erreichten nur die drei Brüder Rudolf Schulze (1812–1860), Wilhelm Schulze (1814–1843) und Heinrich Schulze (1817–1871) das Erwachsenenalter. Zu ihnen hatte er im späteren Leben, auch aufgrund der weit voneinander entfernt gelegenen Wohnorte, kaum näheren Kontakt.
Für die Zeit von 1814 bis 1821 ist nicht genau überliefert, ob Schulze die unweit seines Geburtshauses gelegene Bürgerschule besuchte oder Hausunterricht erhielt. Ab Oktober 1821 begann er seine von den Eltern finanzierte höhere Schulausbildung an der Alten Nikolaischule in Leipzig, die er im Frühjahr 1827 abschloss. Gemäß der Familientradition schrieb sich Schulze 1827 an der juristischen Fakultät der Universität Leipzig ein. Die progressive Reformpolitik und die sich abzeichnenden Berufschancen im Königreich Preußen brachten ihn wahrscheinlich dazu, sein Studium der Rechtswissenschaften außerhalb des Königreichs Sachsen an der Universität Halle ab dem 18. Mai 1829 fortzusetzen. 1827 schloss er sich der Leipziger Burschenschaft an, deren Vorsteherkollegium er angehörte. Da Burschenschaften unter der Beobachtung von Regierungsvertretern standen, beendete Schulze sein Studium.

### Berufsleben
1838 wurde er zum Oberlandesgerichtsassessor ernannt und war anschließend beim Oberlandesgericht Naumburg und beim Berliner Kammergericht beschäftigt. Von 1841 bis 1849 war er als Patrimonialrichter über mehrere Rittergutsbezirke in seiner Heimatstadt Delitzsch tätig. Dadurch lernte er die Probleme der kleinen Handwerksbetriebe auf dem Lande kennen, die mit der fortschreitenden Industrialisierung nicht mithalten konnten. Nach einer Missernte 1846 wirkte er bei der Gründung eines Hilfskomitees zur Beschaffung von Getreide und zur Unterhaltung einer Mühle und einer Bäckerei mit. Sein soziales Engagement war wohl nicht ohne Einfluss darauf, dass er 1848 als linksliberaler Abgeordneter der Kreise Delitzsch und Bitterfeld in die Preußische Nationalversammlung gewählt wurde. Den parlamentarischen Gewohnheiten entsprechend wurde seitdem seinem Familiennamen die Herkunftsbezeichnung hinzugefügt: Schulze-Delitzsch. Tatsächlich hatte Schulze seinen Lebensmittelpunkt bis 1861 in Delitzsch, danach bis zu seinem Tod in Potsdam.

### Zuwendung zur Genossenschaftsidee
In der Preußischen Nationalversammlung wirkte er an Kommissionen mit, die sich mit der Situation der Gewerbetreibenden befassten. Dort kam er zu dem Schluss, dass die Situation der Handwerker nur dadurch zu verbessern war, dass es ihnen ermöglicht wurde, durch genossenschaftliche Zusammenschlüsse zu der sich rasch entwickelnden Industrie aufzuschließen.
Wegen der Reaktion nach der gescheiterten Revolution 1848 war er an jeder politischen Betätigung gehindert. Er schied deshalb aus dem Staatsdienst aus, um sich der Verbreitung der Genossenschaftsidee zu widmen. Schulze-Delitzsch stand in dieser Zeit in reger Korrespondenz mit dem Eilenburger Arzt Anton Bernhardi, der ebenfalls konkrete Ideen zum Aufbau von genossenschaftlichen Organisationen entwickelte und umzusetzen begann. Bernhardis Arbeit hatte nicht unwesentlichen Einfluss auf Schulze-Delitzsch. In Delitzsch und in Eilenburg entstanden etwa zeitgleich erste Genossenschaften.

Gründungshaus und Deutsches Genossenschaftsmuseum der ersten gewerblichen Genossenschaft Deutschlands

Mit der Gründung der Schuhmachergenossenschaft in Delitzsch 1849 hatte Schulze-Delitzsch die Genossenschaft als unternehmerische Rechtsform begründet. Nun propagierte er Spar- und Konsumvereine zur Gewährleistung der Lebensgrundlagen, Vorschuss- und Kreditvereine (die heutigen Volksbanken) zur Beschaffung von Geld für Investitionen und die Gründung von Distributiv- und Produktionsgenossenschaften. Außer mit der Idee der Produktionsgenossenschaften war er damit so erfolgreich, dass er als Dachverband den Allgemeinen Verband der auf Selbsthilfe beruhenden Deutschen Erwerbs- und Wirtschaftsgenossenschaften schaffen konnte. Das System seiner Genossenschaften beruhte auf der Solidarhaftung, dem Erwerb von Genossenschaftsanteilen, der Beschränkung aller Leistungen auf die Genossen und der Ablehnung direkter Unterstützung durch den Staat. Diese Idee von Selbsthilfe und Selbstverantwortung verteidigte er in Auseinandersetzungen mit Friedrich Wilhelm Raiffeisen und Ferdinand Lassalle.
Auf dem ersten Kongreß deutscher Volkswirte in Gotha 1858 war er einer der Redner, und seine wirtschaftspolitischen Leitsätze wurden vom Kongress übernommen. Zum Abschluss des Kongresses wählte ihn die Vollversammlung in die „Ständige Deputation“ des Kongresses.

### Abgeordneter und letzte Jahre

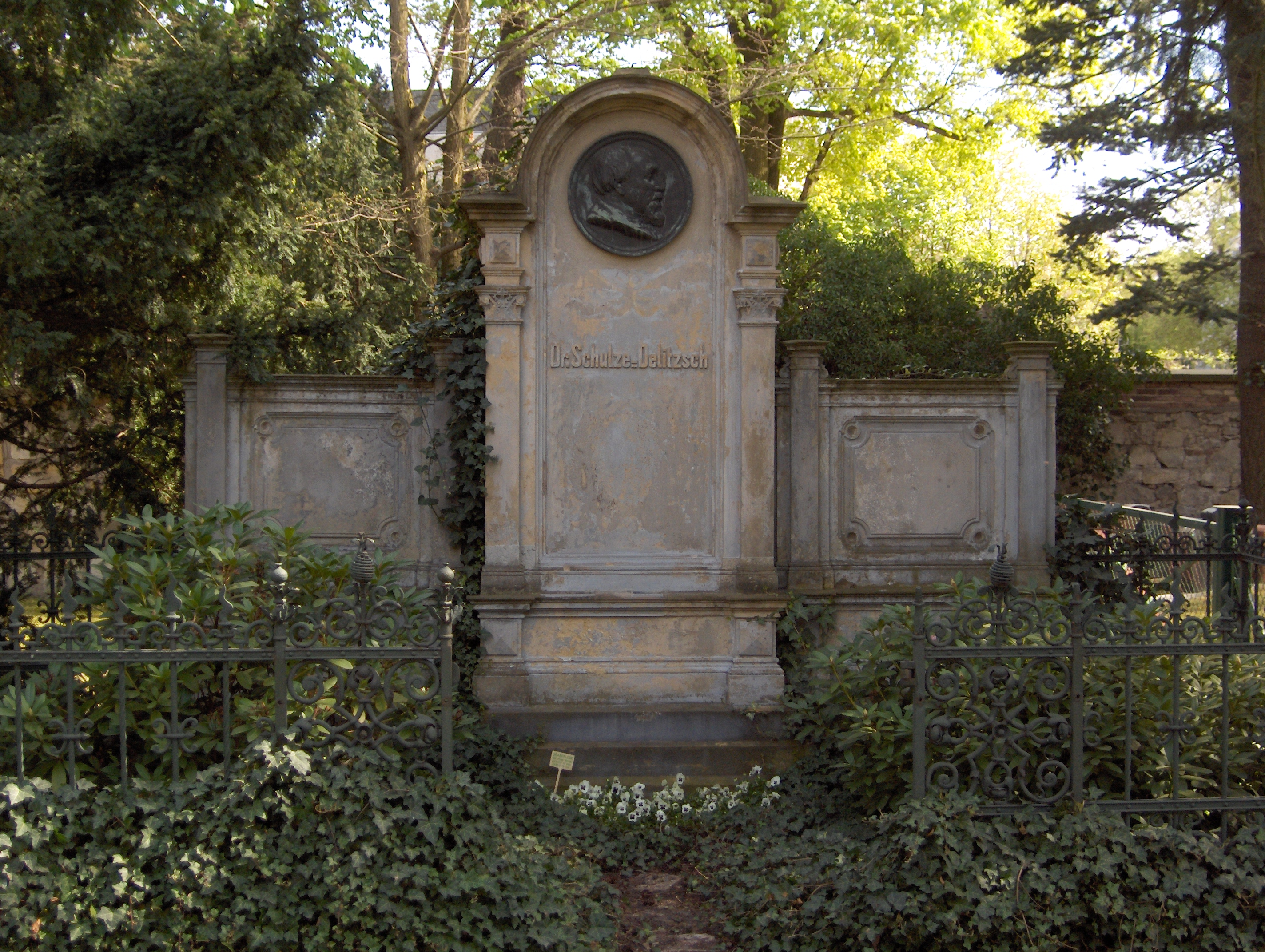
Grabmal auf dem Alten Friedhof Potsdam

Er war Mitglied des Deutschen Nationalvereins und wurde 1859 in das Preußische Abgeordnetenhaus gewählt, 1861 gehörte er zu den Gründern der Deutschen Fortschrittspartei und zog mit seiner Familie nach Potsdam. Als Landtags- und – seit 1867 – Reichstagsabgeordneter setzte er das Genossenschaftsgesetz in Preußen und kurz darauf ein ebensolches auch im Norddeutschen Bund durch, wodurch die Genossenschaften eine gesetzliche Basis bekamen und als juristische Personen die Rechtsfähigkeit erhielten. Die Einführung des deutschlandweiten Genossenschaftsgesetzes (1889) erlebte er nicht mehr.
1871 wurde er in den Deutschen Reichstag gewählt – das Mandat behielt er bis zu seinem Tod. Im Reichstag setzte er sich mit mehreren – abgelehnten – Gesetzentwürfen für ein demokratisches Vereins- und Versammlungsrecht ein. Er war Mitglied der Freimaurerloge Zur Beständigkeit in Berlin, einer Tochterloge der Großen Landesloge der Freimaurer von Deutschland.
Am 29. April 1883 verstarb Schulze-Delitzsch im Alter von 74 Jahren. Am 3. Mai fand in Anwesenheit seiner Familie vor 150 Gästen eine Trauerfeier im Gartensaal des Reichstags statt. Anschließend führte ein Pferdegespann den Sarg unter Begleitung von über 10.000 Menschen zum Alten Friedhof Potsdam.

## Auszeichnungen und Würdigungen
Bereits zu Lebzeiten wurde Schulze-Delitzsch ein hoher Grad an Anerkennung und Bewunderung zugesprochen. Bereits kurz nach Beginn seiner politischen Aktivitäten, veröffentlichte Ernst Keil 1850 eine umfassende Biographie von ihm in seinem Monatsblatt Der Leuchtthurm. Auf Empfehlung von Johann Caspar Bluntschli wurde ihm am 17. November 1873, durch Zustimmung der Juristischen Fakultät der Universität Heidelberg, die Ehrendoktorwürde Doctor Juris honoris causa, für die Verdienste um die neue Rechtsbildung der wirtschaftlichen Genossenschaften verliehen.
Nach seinem Tod wurden am 13. September 1891 auf dem Marienplatz in Delitzsch und am 4. August 1899 auf dem Schulze-Delitzsch-Platz (Name ab 1910) in der Berliner Luisenstadt Bronzedenkmäler errichtet. Die Statue in seiner Heimatstadt wurde von Edwin Weißenfels geschaffen, musste jedoch 1944 aufgrund der Metallablieferungspflicht für Rüstungszwecke im Zweiten Weltkrieg eingeschmolzen werden. Eine bis heute bestehende Nachbildung aus Muschelkalk wurde 1950 durch den Bildhauer Max Alfred Brumme angefertigt. In Berlin wurde das Denkmal vom Bildhauer Hans Arnold angefertigt. In den frühen 1970er Jahren ließ die DDR-Führung den Schulze-Delitzsch-Platz in Inselplatz umbenennen und die Denkmäler in Berlin und Delitzsch sowie das Grabmal in Potsdam aus politisch-ideologischen Gründen entfernen. Die Schulze-Delitzsch Schule hingegen behielt ihren Namen. Die Demontierungen und folgenden Einlagerungen wurden mit Bauvorhaben begründet. Das Delitzscher Denkmal wurde in den Stadtpark versetzt und an dessen Stelle ein Ehrenmal für den ersten DDR-Präsidenten Wilhelm Pieck errichtet. Auf Drängen der westdeutschen Genossenschaften wurde das Grabmal 1983/84 an anderer Stelle wieder aufgestellt. Die Denkmäler wurden erst 1991 beziehungsweise 1992 restauriert und an ihre ursprünglichen Plätze zurückversetzt.
Anlässlich seines 200. Geburtstags veröffentlichte die Deutsche Post am 7. August 2008 eine 90-Cent-Sonderbriefmarke. Darauf zu sehen war ein Bildnis und Zitat Schulzes: „Der Geist der freien Genossenschaft ist der Geist der modernen Gesellschaft.“ Dazu gab es am 7. August 2008 einen Sonderstempel zum Ersttag in Bonn und Berlin sowie einen Sonderstempel in Delitzsch. Der Deutsche Genossenschaftsverband ließ von Carl Obenland ein repräsentatives Porträt anfertigen, das den genossenschaftlichen Ideengeber im Alter zeigt. Der Verband stiftete auch die Schulze-Delitzsch-Medaille, die bis 1971 an verdiente genossenschaftliche Persönlichkeiten vergeben wurde. Seitdem verleiht die Deutsche Genossenschaftsorganisation die Raiffeisen/Schulze-Delitzsch-Medaille.

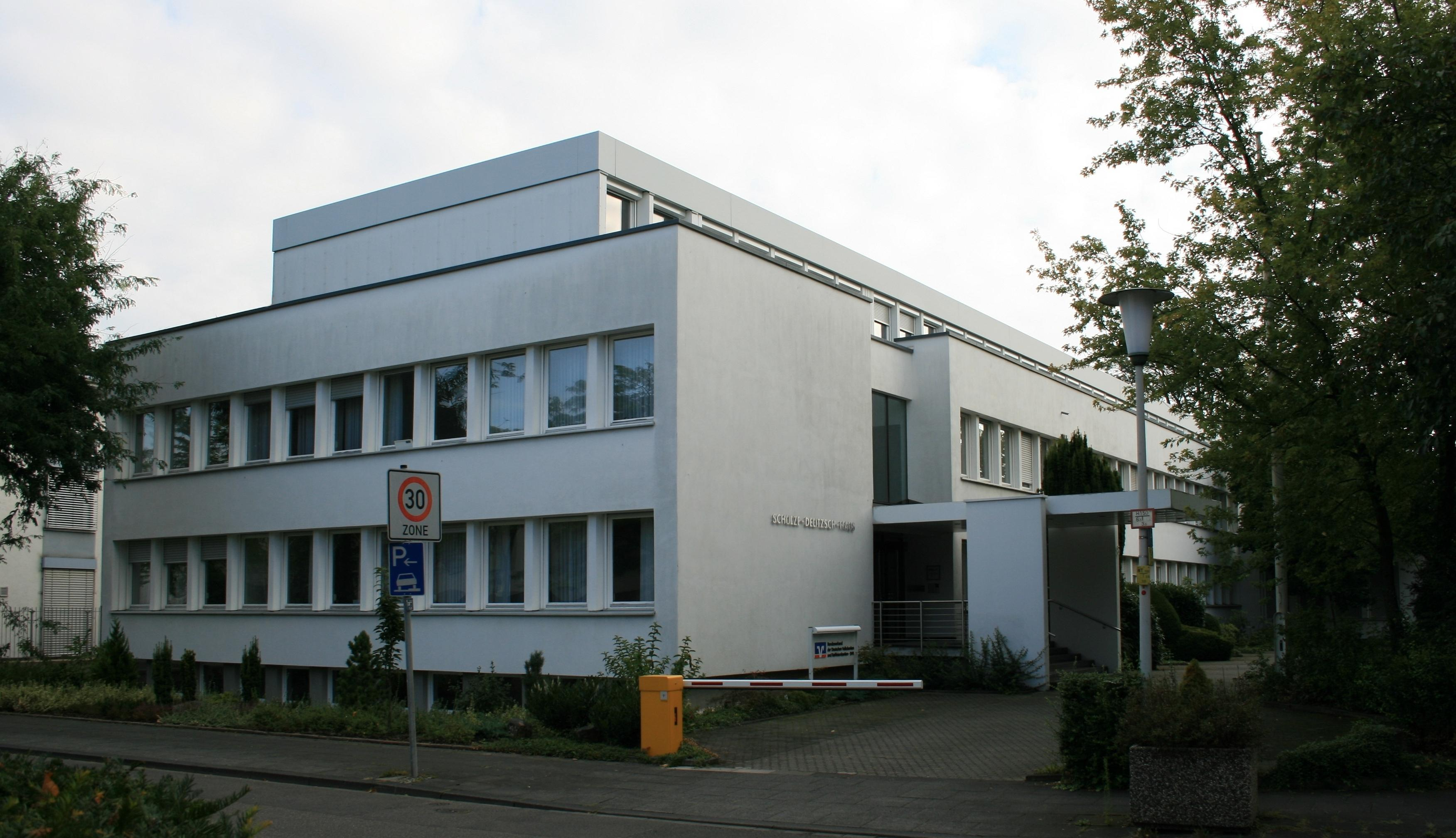
Schulze-Delitzsch-Haus in Bonn

Den Namen Schulze-Delitzschs tragen entsprechend auch zwei berufsbildende Schulen. Hierzu zählen die Kaufmännische Berufsschule in Wiesbaden und das Berufsschulzentrum in Delitzsch. Im Zusammenhang mit der Landesgartenschau Landau in der Pfalz 2015 entstand von 2012 bis 2015 das Schulze-Delitzsch-Carrée, ein architektonisch anspruchsvolles Gebäudeensemble als Ankerpunkt eines neuen Stadtteils.
Die Dr. Hermann-Schulze-Delitzsch-Gesellschaft und Friedrich-Wilhelm-Raiffeisen-Gesellschaft stellten am 29. November 2013 in den Bundesländern Sachsen und Rheinland-Pfalz gemeinsam einen länderübergreifenden Antrag zur Aufnahme der „Genossenschaftsidee“ in das Bundesweite Verzeichnis des immateriellen Kulturerbes (Erstellung im Rahmen der nationalen Umsetzung der UNESCO-Konvention zur Erhaltung des immateriellen Kulturerbes). Im Dezember 2014 wurde dieser Antrag durch die Kultusministerkonferenz genehmigt und am 27. März 2015 als erste allein deutsche Nominierung bei der UNESCO, für die internationale Auflistung eingereicht. Am 30. November 2016 entschied sich der zwischenstaatliche Ausschuss der UNESCO während seiner 11. Sitzung in Addis Abeba für eine Aufnahme in die repräsentative Liste des immateriellen Kulturerbes der Menschheit.

## Sonstiges
Neben seiner juristischen und politischen Tätigkeit hat Schulze-Delitzsch als jüngerer Mann auch Gedichte geschrieben, die er unter dem Namen Hermann Schulz 1838 bei Brockhaus in Leipzig erscheinen ließ. Ein Exemplar seines Gedichtbandes schenkte er dem damals neunzehnjährigen Apothekerlehrling Theodor Fontane, der in der Berliner Apotheke „Zum weißen Schwan“ eine Lehre absolvierte und dort mit einem Bruder von Schulze-Delitzsch zusammenarbeitete. Fontane war namentlich vom Lied des Geächteten fasziniert, an das er sich noch fünfzig Jahre später in seinen Memoiren Von Zwanzig bis Dreißig lebhaft erinnerte.